# Nagy László (cserkészvezető)
Nagy László (Budapest, 1921. szeptember 2. – Genf, 2009. december 18.) újságíró, történész, 17 éven át a Cserkészmozgalom Világszervezete főtitkára.

## Élete
1927-31-ig a Tóth Kálmán utcai elemi iskolában, 1931-39-ig a Fáy András Gimnáziumban tanult, majd 1939-43-ig a Pázmány Péter Tudományegyetemen, ahol jogi és államtudományi doktorátust szerzett. 1945–47-ben a Kisgazdapárt sajtófőnöke volt, majd Genfbe ment, ahol az egyetemen politikatudományt tanult. Magyarországra nem tért vissza. 1949-ben a Journal de Genève munkatársa lett. 1951 októberétől 1954 szeptemberéig (Nyáry László néven) a Szabad Európa Rádió müncheni szerkesztőségében dolgozott. 1954 és 1968 között a Gazette de Lausanne munkatársa, majd külpolitikai rovatvezetője. Közben előadója volt a Genfi Egyetemnek és az Institut Universitaire de Hautes Études Internationales-nak. Vezette ez utóbbi dokumentációs kutató osztályát. 1968 és 1985 között Genfben a Cserkészmozgalom Világszervezete főtitkára.

## Munkássága
Publikációs tevékenységében Magyarország újabbkori történelmével, a kelet-európai kommunista rendszerekkel, afrikai kérdésekkel és a cserkészettel foglalkozott. Írásait a Látóhatár – Új Látóhatár, az Irodalmi Újság, valamint francia és svájci folyóiratok közölték. Több mint ezer cikket, tanulmányt írt. Könyvei egy része francia, angol, német, olasz, spanyol nyelven is megjelent.

## Művei
- Katanga Lausanne, 1965.
- 250 Million Scouts, The World Scout Foundation and Dartnell Publishers, 1985
- A föld gömbölyű – Nyolcvan év a világ körül, Balassi Kiadó, Budapest, 2001